# Villa rustica (Szentendre)

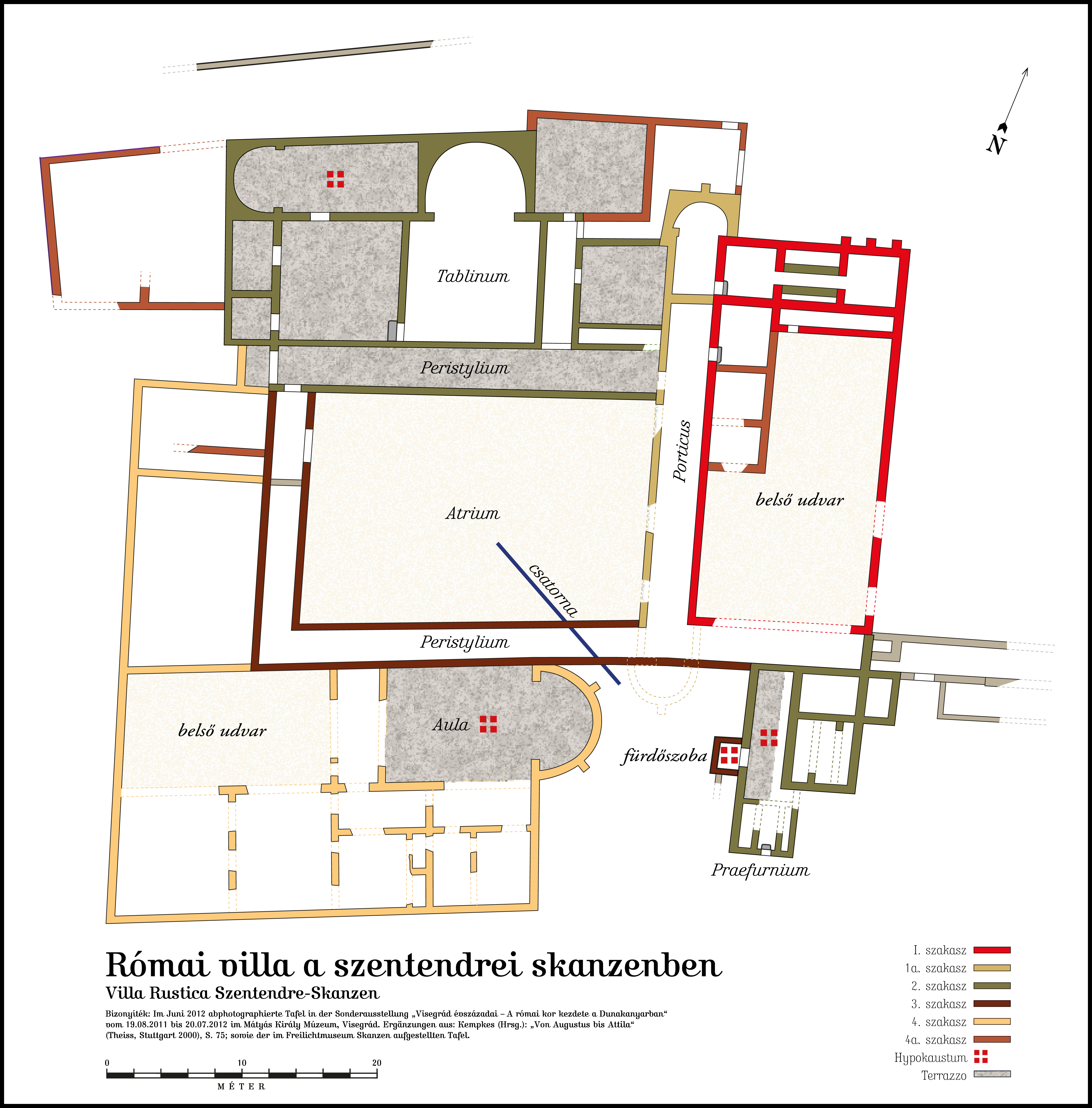
A Villa Rustica alaprajza az ásatási eredményekkel

A villa rustica a szentendrei skanzenben egy 5600 négyzetméteres római kori villa, egyike az ókori Pannónia területén talált legjelentősebb régészeti leleteknek.

## Általános leírás
A villa rustica majdnem teljesen feltárt és bejárható alapjai a szentendrei Szabadtéri Néprajzi Múzeumban találhatók körülbelül 4,5 kilométerre a szentendrei római erődtől, a Sztaravoda-patak mentén 178 méteres tszf. magasságban, közel a Szabadság-forráshoz.
Az ókorban az uradalom mellett haladt el a Pilisen keresztül vezető út a Duna völgyébe. A villát a skanzen előkészítésekor fedezték fel és Dr. Topál Judit vezetésével 1973 és 1975 között feltáró ásatást végeztek.
67×78 méteres alapterületével és 52 helyiségével ez volt akkor a legnagyobb ilyen épület Magyarországon. 1981-ben  nemzetközi építőtábort szerveztek Dr. Topál Judit és Szalai András vezetésével, amely az addig évek óta szabadon álló maradványokat megpróbálta megóvni. Soproni Sándor régész már 1955-ben feltételezte, hogy ezen a helyen római építmény található. Ezt a feltételezést további kutatásokkal támasztották alá.  A villa légfűtéses, márvány mozaikpadlós lakótermeit, nagyméretű fürdőházát fali és mennyezeti freskók borították. A vízvezeték csöveiben az Ókuti-forrás vize folyt. Átriumos udvara, gazdasági épületei és a szerszámleletek arra utalnak, hogy tulajdonosai szőlőműveléssel foglalkoztak és fogadót tartottak fönn.

## 1. szakasz
A villát a 3. század elején a lapos domboldalra építették, portikuszos villa stílusban. Az oszlopos körfolyosó a déli rövidebbik és nyugati hosszabbik oldalt zárta le, amely a főbejáratként is szolgált. A nyugati oszlopcsarnok északi és déli végét egy-egy félkör alakú apszis határolta. Az oszlopcsarnok egy udvart vett körül, amelyet északnyugatról és északról lakó- és dolgozóhelyiségek vettek körül. A villa hátsó keleti oldalát egy átlagos udvari fal zárta le.

## 2. és 3. szakasz

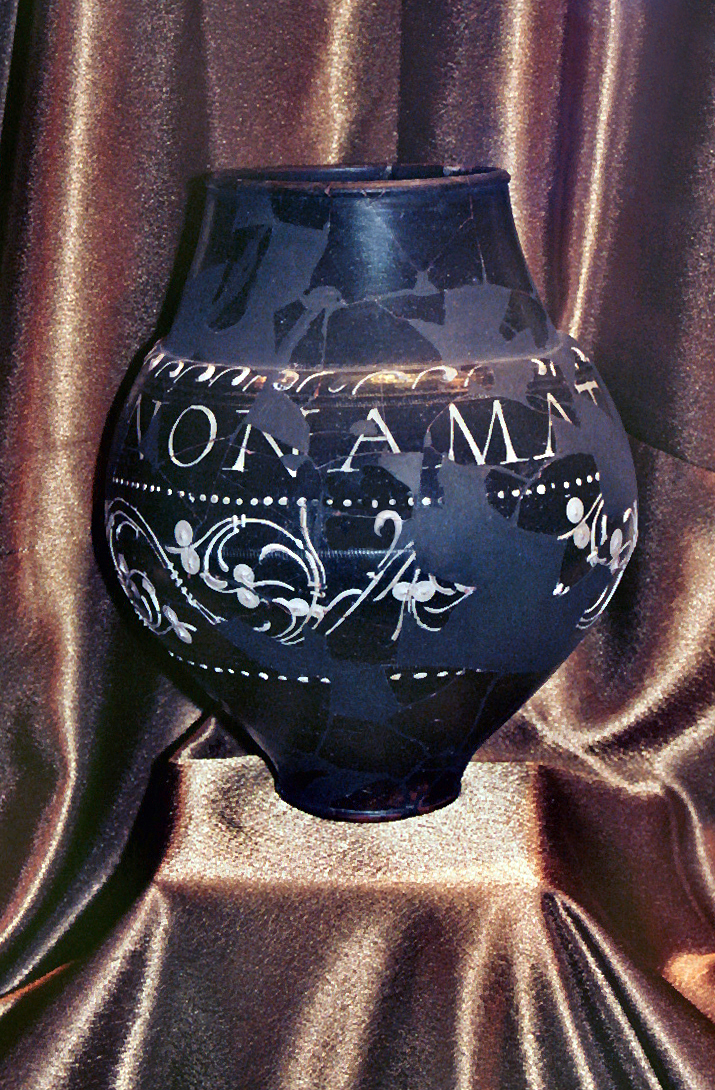
A nagy trieri borosedény

Az alapépítményt két egymást követő építési szakaszban nyugati és déli irányban bővítették. Olyan mediterrán házszerkezet jött létre, amelyet leginkább az ókori városi építészetből ismerünk. Ehhez jött még a nyugati oszlopcsarnokhoz kapcsolódó 25×15 méter alapterületű központi belső udvar, (átrium)', már a harmadik szakaszhoz tartozó díszkúttal. A számos itt talált római érme alapján az épületrész létrejöttét 280–330 közé teszik. Ezt a belső udvart egy körfolyosó (peristylium) határolta, ablakos oszlopsorral (Porticus fenestrata). Az ablakok közti főoszlopok korinthoszi stílusban épültek. A belső udvartól északra egy reprezentatív fogadóhelyiséget létesítettek (tablinum). Ebben a helyiségben északon nagy félkör alakú apszis található. Ehhez nyugatról csatlakozott egy további, valamivel kisebb négyszögletű helyiség, amely ugyanilyen félkör apszissal és padlófűtéssel rendelkezett. A körfolyosó déli oldalán egy újabb reprezentatív terem auláját tárták fel amelynek hasonló félkör alakú apszisát kívülről két támasztópillérrel erősítették meg. A szabadtéri lépcsőházból az első három kőlépcső még megmaradt, de a többi, fából készült lépcsőfok már megsemmisült. A villa legfontosabb helyiségeit mozaikpadlóval burkolták. Az épület i.sz. 380–390 közötti kiürítéséig az összes helyiséget folyamatosan használták.  Érdekes módon ez a római villa nem a tűz áldozatául esett, hanem az idők folyamán az időjárás és a természeti erők martalékává vált.

## Leletek
Mintegy 1 500 tárgyi leletet sikerült az ásatások során megmenteni. A régészek számára feltűnő volt, hogy a fellelt cserepekből mindössze négy edényt sikerült rekonstruálni. A kevésbé gazdag pannóniai sírleletekhez képest az üvegedényeknek ez az alacsony aránya feltűnő.
A leletek között szerepeltek a kb. 270-ből származó trieri borosedények, amelyet 290-ben az átrium északi sarkában a földbe ástak és amelyek láthatóan egy készletbe tartoztak. A készlethez tartozott egy majdnem négy literes borosedény sérült felirattal és három borospohár. A negyedik, esetleg ötödik pohárról csak kevés és bizonytalan maradványok voltak fellelhetők.
Az átrium délkeleti sarkában egy kis madárszobrot találtak. A gabonával töltött kerámiaedények nagy részét, amelyeket láthatóan faládákban tároltak, sértetlenül sikerült feltárni. A villa romjai ezenkívül a 3-4. századból származó freskómaradványokat is rejtettek magukban.
Az 1975-ös feltárás és az 1984-es konzerválás közötti időszakban a villa belső udvarában különféle római tornyok agyagból készült modelljeinek darabjait találták meg. A kutatók szerint ezek világítótorony-modellek, amelyek valaha a körfolyosó tetején egymástól 3-4 méterre állhattak. A tűznyomok alapján feltételezik, hogy ezek a tornyok világításra szolgáltak.

## Fordítás
Ez a szócikk részben vagy egészben  a   Villa Rustica Szentendre-Skanzen című német Wikipédia-szócikk fordításán alapul.  Az eredeti cikk szerkesztőit annak laptörténete sorolja fel. Ez a jelzés csupán a megfogalmazás eredetét és a szerzői jogokat jelzi, nem szolgál a cikkben szereplő információk forrásmegjelöléseként.